# Véra Briole
Véra Briole est une actrice française de cinéma et de télévision.

## Filmographie

### Cinéma
- 1990 : L'Alligator de Laurent Bouhnik  (court métrage)
- 1992 : Pigalle de Karim Dridi : Véra
- 1995 : La Fille seule de Benoît Jacquot : Sabine
- 1997 : Chantal ! de Zaïda Ghorab-Volta et Marie Vermillard (court métrage)
- 1998 : Un beau jour sans conséquence de Laurent Bouhnik  (court métrage)
- 1998 : Zonzon de Laurent Bouhnik : La jap
- 1998 : Louise (take 2) de Siegfried : Assistante sociale
- 1999 : 1999 Madeleine de Laurent Bouhnik : Madeleine
- 2003 : La Vie nue de Dominique Boccarossa : L'inconnue de la dernière danse
- 2003 : Hôtel des Acacias (réalisation collective, court métrage)
- 2003 : Dans la forêt noire de Joséphine Flasseur (court métrage) : La mère
- 2005 : Gwladys de Zaïda Ghorab-Volta
- 2007 : Après lui de Gaël Morel : Isabelle
- 2008 : 57000 km entre nous de Delphine Kreuter : Solange

### Télévision
- 1999 : La Femme de plume de Chantal Picault : Marie
- 1999 : Premières Neiges  de Gaël Morel : La supérieure
- 2001 : Vertiges (série télévisée), épisode La mémoire à vif : Alice Martin
- 2001 : Dérives de Christophe Lamotte : Cathy
- 2002 : Marc Eliot, épisode Un beau salaud : Céline

## Distinctions
- 1999 : Festival international du film de Locarno : Léopard de bronze pour son rôle dans 1999 Madeleine[1]
- 1993 : Les acteurs à l'écran : prix Michel Simon pour son rôle dans Pigalle